# Nakanishi Tomoya
Nakanishi Tomoya (中西倫也 Nakanishi Tomoya, sinh ngày 12 tháng 4 năm 1994) là một cầu thủ bóng đá người Nhật Bản thi đấu cho Verspah Oita.

## Thống kê câu lạc bộ
Cập nhật đến ngày 23 tháng 2 năm 2017.
| Thành tích câu lạc bộ | Thành tích câu lạc bộ | Thành tích câu lạc bộ | Giải vô địch | Giải vô địch | Cúp                   | Cúp                   | Tổng cộng | Tổng cộng |
| Mùa giải              | Câu lạc bộ            | Giải vô địch          | Số trận      | Bàn thắng    | Số trận               | Bàn thắng             | Số trận   | Bàn thắng |
| Nhật Bản              | Nhật Bản              | Nhật Bản              | Giải vô địch | Giải vô địch | Cúp Hoàng đế Nhật Bản | Cúp Hoàng đế Nhật Bản | Tổng cộng | Tổng cộng |
| --------------------- | --------------------- | --------------------- | ------------ | ------------ | --------------------- | --------------------- | --------- | --------- |
| 2015                  | Kataller Toyama       | J3 League             | 26           | 6            | –                     | –                     | 26        | 6         |
| 2016                  | Kataller Toyama       | J3 League             | 24           | 1            | 1                     | 0                     | 25        | 1         |
| Tổng cộng sự nghiệp   | Tổng cộng sự nghiệp   | Tổng cộng sự nghiệp   | 50           | 7            | 1                     | 0                     | 51        | 7         |